# 春日町 (秦野市)
春日町（かすがちょう）は、神奈川県秦野市に存在する町丁である。丁番を持たない単独町名であり、住居表示実施済み区域。

## 地理
春日町は、秦野市にある秦野盆地の西側、小田急小田原線渋沢駅の北側にある。同市の西地区に存在する町丁である。周辺は東で松原町、南で柳町、西で並木町、北西で弥生町、北で堀川とそれぞれの同じ西地区の町丁や大字と接する
。

## 世帯数と人口
2023年（令和5年）4月1日現在（秦野市発表）の世帯数と人口は以下の通りである。
| 町丁   | 世帯数  | 人口  |
| ------ | ------- | ----- |
| 春日町 | 477世帯 | 963人 |

### 人口の変遷
国勢調査による人口の推移。
| 年                 | 人口  |
| ------------------ | ----- |
| 1995年（平成7年）  | 1,203 |
| 2000年（平成12年） | 1,124 |
| 2005年（平成17年） | 1,076 |
| 2010年（平成22年） | 1,009 |
| 2015年（平成27年） | 974   |
| 2020年（令和2年）  | 943   |

### 世帯数の変遷
国勢調査による世帯数の推移。
| 年                 | 世帯数 |
| ------------------ | ------ |
| 1995年（平成7年）  | 428    |
| 2000年（平成12年） | 418    |
| 2005年（平成17年） | 420    |
| 2010年（平成22年） | 420    |
| 2015年（平成27年） | 421    |
| 2020年（令和2年）  | 420    |

## 学区
市立小・中学校に通う場合、学区は以下の通りとなる（2015年11月時点）。
| 番地 | 小学校             | 中学校           |
| ---- | ------------------ | ---------------- |
| 全域 | 秦野市立堀川小学校 | 秦野市立西中学校 |

## 事業所
2021年（令和3年）現在の経済センサス調査による事業所数と従業員数は以下の通りである。
| 町丁   | 事業所数 | 従業員数 |
| ------ | -------- | -------- |
| 春日町 | 27事業所 | 123人    |

### 事業者数の変遷
経済センサスによる事業所数の推移。
| 年                 | 事業者数 |
| ------------------ | -------- |
| 2016年（平成28年） | 31       |
| 2021年（令和3年）  | 27       |

### 従業員数の変遷
経済センサスによる従業員数の推移。
| 年                 | 従業員数 |
| ------------------ | -------- |
| 2016年（平成28年） | 151      |
| 2021年（令和3年）  | 123      |

## 交通
- 道路
  - 国道246号が当町の南側を、南隣の柳町との境沿いに通っている（渋沢交差点 - 柳町交差点）。
- 路線バス
  - 神奈川中央交通（神奈中バス）が渋沢駅（北口）から、主に当町の西側（並木町との境沿い）の道路を通過している。
- 鉄道
  - 小田急小田原線の渋沢駅（所在地は曲松）まで、当町から（柳町経由）でも近い距離にある。

## 周辺
- 西秦野幼稚園
- 淺間神社

## その他

### 日本郵便
- 郵便番号 : 259-1312[3]（集配局 : 秦野郵便局[16]）。